# Орден меченосцев
Братство воинов Христа (лат. Fratres militiae Christi), более известное под названием орден меченосцев или орден братьев меча (нем. Schwertbrüderorden) — немецкий католический духовно-рыцарский орден, основанный в 1202 году в Риге Теодорихом из Турайды, замещавшим в то время епископа Риги Альберта Буксгевдена, для защиты имущества и миссионерской деятельности в Ливонии, которая преимущественно велась в то время огнём и мечом. Существование ордена было подтверждено папской буллой в 1210 году, но ещё в 1204 году образование «Братства воинов Христа» было одобрено папой Иннокентием III. Нарицательное название Ордена произошло от изображения на плащах рыцарей красного меча с крестом тамплиеров. В отличие от крупных духовно-рыцарских орденов, меченосцы сохраняли номинальную зависимость от епископа.

## Политическое значение
Папа Иннокентий III поддержал создание Ордена меченосцев, потому что он стал своеобразным противовесом единоличной власти рижского епископа Альберта, формально подчинявшегося папскому престолу, а военную поддержку получавшего от бременского архиепископа Гартвига II. Соперничество между этими силами возникло уже в начале завоевания Восточной Прибалтики, к чему добавились притязания Дании, против которых уже в 1199 г. епископ Альберт искал поддержки у только что короновавшегося императора Филиппа, а в 1207 г. официально признал себя вассалом соперника папской курии — германского императора.
Папа не препятствовал датчанам, претендовавшим на первенство в крещении местных язычников, в притязаниях на Ливонию. А когда он в 1204 г. уполномочил лундского архиепископа объявлять крестовые походы в Прибалтику, а в 1213 г. — назначать епископов для земель Сакала и Уганди (Унгавния) в Южной Эстонии, этим были недовольны и Альберт, и меченосцы. Благоволение папы к вторжению датчан в Северную Эстонию в 1219 г. спровоцировало военные конфликты между Данией и меченосцами, когда те захватили в 1225 и 1227 годах принадлежавшие датчанам территории Северной Эстонии, включая крепость Ревель (Таллинн).
Затем возвращение этой земли Дании стало условием её согласия на объединение Ордена меченосцев с Тевтонским орденом. Но этот вопрос стал обсуждаться уже тогда, когда меченосцы своей малой численностью (одновременно максимум 130 братьев-рыцарей) перестали справляться с задачей удерживать в повиновении покоренные земли и завоевывать новые, охраняя их также от нападений извне. Вдобавок в конце 1220-х годов внутри самого Ордена разгорелись конфликты, обусловившие его упадок.

## История

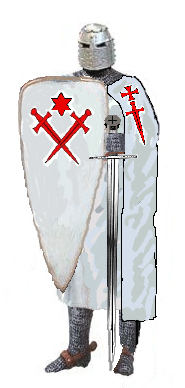
Облачение рыцаря Ордена меченосцев

Орден руководствовался уставом ордена тамплиеров. Члены ордена подразделялись на рыцарей, священников и служителей. Рыцари чаще всего происходили из семей мелких феодалов (чаще всего из Саксонии). Форменной одеждой им служил белый плащ с красными крестом и мечом. Служители (оруженосцы, ремесленники, слуги, посыльные) набирались из свободных земледельцев и горожан. Главой ордена был магистр, важнейшие дела ордена решал капитул.
Первым магистром ордена был Винно фон Рорбах (1202—1209), вторым и последним — Фольквин фон Наумбург (1209—1236).
В 1205 году орден уже проводит боевые действия. На захваченных территориях меченосцы строили замки. Замок был центром административной единицы — кастелатуры. Епископы передавали ордену часть своих земель для получения с них доходов. Также по договорённости 1207 года 1/3 захваченных земель оставались под властью ордена, остальная часть передавалась епископам Рижскому, Эзельскому, Дерптскому и Курляндскому, что было утверждено буллой папы Иннокентия III 20 октября 1210 года.
Орденские братья давали обеты послушания, целомудренности и бедности. Они не имели права иметь деньги и даже замок на своем сундуке. Члены ордена должны были жить в мире, помогать другим, постоянно молиться или исполнять другие возложенные на них обязанности. Пищу ели все за одним столом, зачастую соблюдали обет молчания. Кроме одежды и еды каждый рыцарь получал от ордена полное вооружение, 3 коня и оруженосца. В 1227 году орден присоединил часть датских владений, но не поделился землей с епископами, что позволило ему превысить территориальные владения епископов в Ливонии и стать самым большим землевладельцем. 
До 1360 года магистр приносил присягу епископу, на чьей земле орден нес ленную зависимость. Орден нес службу по охране земель епископа и его братья подлежали суду епископа, который сам был в вассальной зависимости от германского императора. Орденские братья входили в состав рижского магистрата, а рижские горожане могли быть членами ордена.
Население платило десятину со своих доходов в орденскую казну. В случае принятия христианства налог уменьшался. Чтобы стать независимым правителем Орден просил папу римского назначить епископа в орденские земли, но получил отказ.

## Хронология

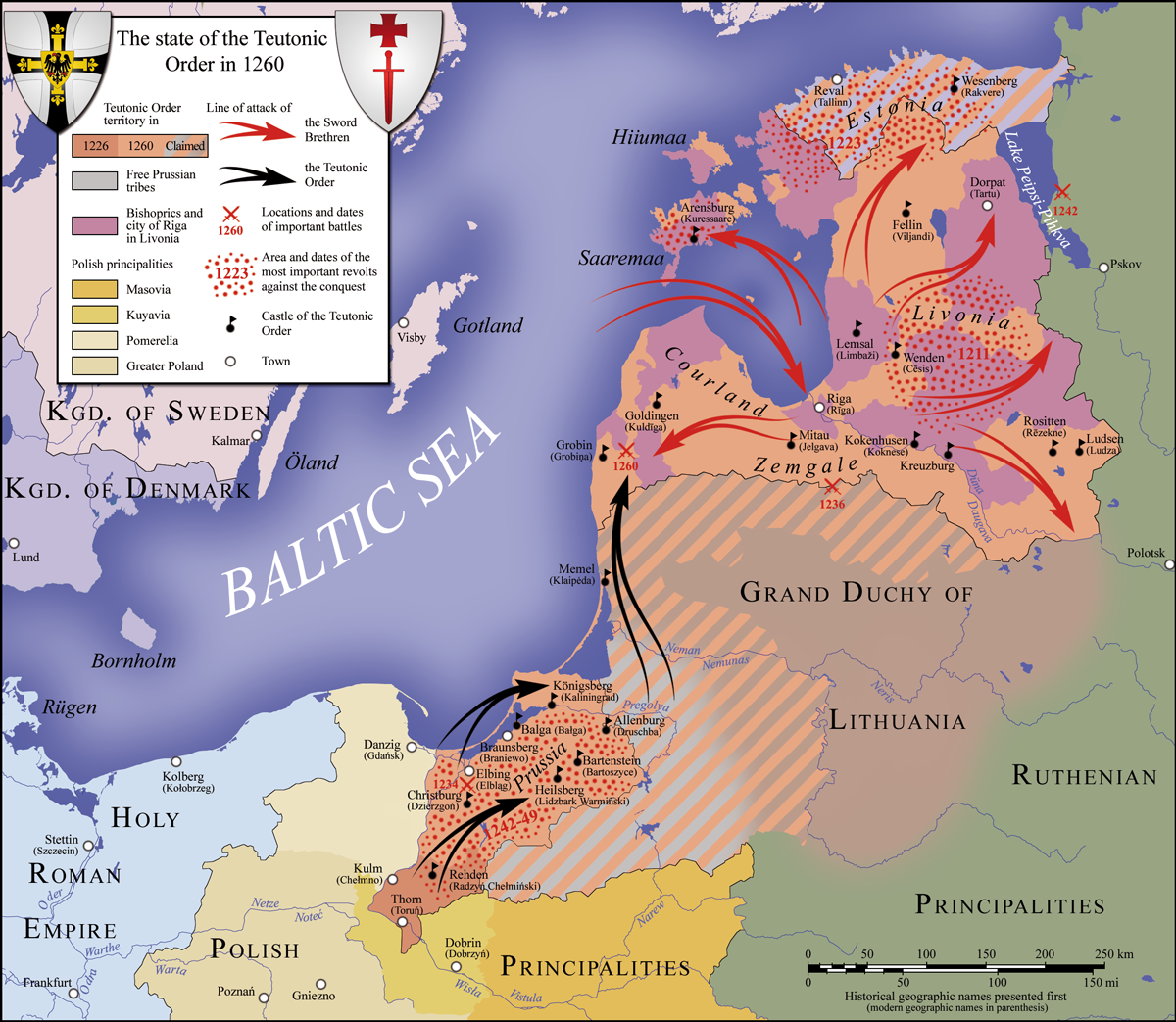
Красным обозначены завоевательные походы и сражения Ордена меченосцев в Ливонии (до 1237 г.); чёрным — Тевтонского ордена в Пруссии. Заштрихованным показаны частично подчинённые/оспариваемые земли

- 1202 год: епископ Альберт строит в устье Западной Двины цистерцианский монастырь святого Николая, получивший название Динамюнде (дословно — «устье Двины»). Аббатом этого монастыря назначен сподвижник Альберта, Теодорих из Турайды.
- 1203, 1206 годы: походы князя Владимира Полоцкого против меченосцев.
- 1207 год: взятие войсками ордена крепости Кукейнос в среднем течении Западной Двины. Оборону крепости возглавлял князь Вячеслав Борисович (Вячко). В этом же году орден получил, не без вмешательства Папы, от епископа право на владение третью всех завоеванных земель.
- 1207 год: меченосцами основан замок Зегеволд (Зигвальд) — нем. Sieg Wald «Лес победы» (ныне Сигулда).
- 1208 год: организован неудачный поход в Литву.
- 1209 год: епископ Альберт покоряет Ерсику. В том же году магистр Винно фон Рорбах был обезглавлен, и его место занял Фольквин фон Винтерштаттен.
- 20 октября 1210 года: епископ Альберт и магистр Фольквин получают от Папы Иннокентия III привилегию на раздел Ливонии (Livonia) и Семигалии (Semigallia), а также новое разрешение на отпущение грехов. Именно в этой булле происходит действительное утверждение ордена Папой[5].
- Зимой 1212 года Мстислав Удатный с 15-тысячным войском провёл поход в Эстонию против немцев.
- 6 января 1217 года: орден совершает рейд в Новгородскую землю. Около 1 марта, после трёхдневной осады, орден сдал замок Одемпе (Оденпе, Медвежья Голова, совр. Отепя) псковскому князю Владимиру, сыну Мстислава Ростиславича Храброго.
- 1219 год: вместе с датскими войсками, пришедшими на помощь рыцарям ордена, меченосцы основывают крепость Ревель (ныне Таллин). В том же году 16 тыс. новгородцев во главе с князем Всеволодом Мстиславичем выиграли сражение и в течение двух недель осаждали Венден.
- 1221 год: 12 тыс. новгородцев во главе с князем Всеволодом Юрьевичем совершают поход на Венден.
- 1223 год: 20 тыс. новгородцев во главе с князем Ярославом Всеволодовичем совершают поход на Ревель. 15 августа после двухнедельного штурма меченосцы берут Феллин. По сообщению Генриха Латвийского, «оставшихся русских повесили перед замком на страх другим русским».
- 1224 год: после длительной осады войсками ордена взят Юрьев (Дерпт), при обороне города погиб князь Вячко. Помощи от Новгорода не последовало из-за конфликта с князем Всеволодом Юрьевичем. До конца третьего десятилетия XIII века орден захватил часть земель земгалов, селов и куршей, но большая часть языческих земель оставалась под властью Литвы. Орден, нарушив мирный договор с Литвой 1225 года, в 1229-м организовал поход в Литву. После этого литовцы ещё больше стали поддерживать земгалов.
- Май 1226 года: император Фридрих II утвердил за меченосцами их владения, как держание от рижского и дерптского епископов.
- 1233 год: организуется новый Северный Крестовый поход (1233—1236). В 1234 году в сражении на Омовже под Юрьевом (ныне река Эмайыги и город Юрьев) войска ордена меченосцев потерпели поражение от новгородского князя Ярослава Всеволодовича (рыцари провалились под речной лёд). Продвижение ордена на восток было приостановлено.
- До 1236 года орден не нападал на Литву. В это время Литва сама организовывала походы против Ордена и епископов или участвовала в них вместе с ливами, земгалами и русскими князьями. Чтобы завоевать Литву или хотя бы её ослабить, а также пресечь помощь литовцев поверженным племенам балтов, 9 февраля 1236 года Папа Григорий IX объявил Крестовый поход против Литвы. 22 сентября того же года состоялась битва при Сауле, окончившаяся полным поражением меченосцев. В ней был убит магистр ордена Волгуин фон Намбург (Фольквин фон Винтерштаттен).
- 12 мая 1237 года в Витербо Григорий IX и гроссмейстер Тевтонского ордена Герман фон Зальца совершили обряд присоединения остатков ордена меченосцев к Тевтонскому ордену. Тевтонский орден прислал в Ливонию своих рыцарей, и подразделение Тевтонского ордена на землях бывшего ордена меченосцев (то есть на нынешних латышских и эстонских землях) стало называться Ливонским ландмейстерством тевтонского ордена (см. Ливонский орден).
- Окончательно образование Ливонского ордена на месте Ордена меченосцев и разграничение сфер влияния Ливонского ордена и Датского королевства на Восточной Балтике закрепил Договор в Стенсби,  заключённый 7 июня 1238 года на острове Зеландия в Дании между датским королём Вальдемаром II и магистром Ливонского ордена Германом фон Балком при посредничестве папского легата Вильгельма Моденского.